# Семакин, Афанасий Иванович
Афанасий Иванович Семакин (1907—1945) — капитан Рабоче-крестьянской Красной Армии, участник Великой Отечественной войны, Герой Советского Союза (1946).

## Биография
Афанасий Семакин родился 25 августа 1907 года в деревне Баляны (ныне — Вавожский район Удмуртии). С раннего возраста проживал сначала во Владивостоке, затем в Алтайском крае. Окончил семь классов школы. В 1929 году Семакин был призван на службу в Рабоче-крестьянскую Красную Армию. Окончил полковую школу и курсы младших лейтенантов. С мая 1942 года — на фронтах Великой Отечественной войны. В боях три раза был ранен.
К апрелю 1945 года гвардии капитан Афанасий Семакин командовал батальоном 269-го гвардейского стрелкового полка 88-й гвардейской стрелковой дивизии 8-й гвардейской армии 1-го Белорусского фронта. Отличился во время боёв в Германии. 16 апреля 1945 года батальон Семакина успешно прорвал немецкую оборону с плацдарма к северу от Франкфурта-на-Одере и захватил населённый пункт Подельциг. 18 апреля 1945 года батальон штурмом взял важные высоты к юго-западу от села Заксендорф. 22 апреля 1945 года Семакин со своим батальоном переправился через канал и прорвался в город Венденшлосс, уничтожив 3 БТР и взял в плен около 100 солдат и офицеров противника. 23 апреля 1945 года батальон успешно переправился через реку Даме и наступал на Берлин, а 26 апреля захватил мост через канал Тельтов, захватил и удержав плацдарм.

Кадровый офицер, участник многих боёв, он и здесь, на подступах к Берлину, проявил лучшие командирские качества: смелость, большую волю, творчество в решении боевых задач. Батальон продвигался вперёд от окружной Берлинской автострады через лесной массив. На пути встретился промежуточный рубеж обороны противника. В батальоне не было орудий и миномётов. Ждать, когда подтянут орудия и другие средства усиления, Семакин не стал: противник мог отойти или навязать бой в наиболее выгодной для него обстановке. Надо было сразу, с ходу, внезапной атакой сбить его. Капитан Семакин так и поступил. Дружная атака развёрнутых рот, ринувшихся на противника из густого леса с разный сторон, так ошеломила его, что он не смог оказать организованного сопротивления. В короткой схватке батальон захватил в плен более ста вражеских солдат, уничтожил три бронетранспортёра.

Как после выяснилось, это был заслон на пути к одной из переправ через Шпрее. Продвинувшись вперёд ещё на несколько сот метров, батальон вышел на берег реки. Очистив его от немногочисленных вражеских групп, советские бойцы вслед за своим командиром кто вплавь, кто на подручных средствах преодолели реку. И вот перед глазами немцев, находившейся на той стороне Шпрее, появились русские — босиком, многие в одном белье, но бодрые и стремительные. Их вид ошеломил врага больше, чем автоматные очереди.

— Они появились, как привидения! Пришлось отступать! — рассказывал после пленный командир звена из батальона фольксштурма.

Этого и добивался капитан Семакин. Не давая противнику опомниться, он с несколькими автоматчиками ринулся в преследование. К вечеру, уже в сумерках, его батальон подошёл к новому водному рубежу. Это была Даме. Ночью Семакин со своими бойцами форсировал её. А вслед за этими смельчаками шли остальные батальона и полки дивизии, развивая и закрепляя успех.
— Маршал Советского Союза Чуйков В. И. Конец третьего рейха. — М.: Издательство «Советская Россия», 1973. — С. 200—201.
Всего в период с 16 по 26 апреля 1945 года батальон Семакина уничтожил около 500 солдат и офицеров противника, ещё 600 взял в плен, захватил восемь самолётов на аэродромах и освободил заключённых из трёх концлагерей. 2 мая 1945 года в боях в центре Берлина получил тяжёлое ранение, от которого умер 28 сентября того же года. Похоронен в братской могиле в городе Гожув-Велькопольский.
Указом Президиума Верховного Совета СССР от 15 мая 1946 года за «образцовое выполнение боевых заданий командования на фронте борьбы с немецкими захватчиками и проявленные при этом мужество и героизм» гвардии капитан Афанасий Семакин посмертно был удостоен высокого звания Героя Советского Союза. Также был награждён орденами Ленина, Красного Знамени, Кутузова 3-й степени, Александра Невского и Отечественной войны 2-й степени, рядом медалей.